# Babette Döge
Babette «Babsi» Döge (1963 – 19. juli 1977) var en stofbruger og børnesexarbejder der som 14-årig i 1977 blev Tysklands yngste heroinoffer. Hun blev fundet død efter en overdosis i Brotteroder Straße i Berlin. Dødsfaldet skabte stor opmærksomhed, både på grund af hendes unge alder, men også fordi hun var steddatter af den rumænsk-tyske jazzpianist Eugen Cicero.
Pigen fra Schöneberg var Christiane Vera Felscherinows veninde, og blev efter sin død også kendt gennem bogen og filmen Wir Kinder vom Bahnhof Zoo. I filmen fra 1981 blev hun spillet af Christiane Reichelt. På grund af sit tragiske liv og død blev hun i lighed med Christiane F. til et symbol på et socialt brændpunkt i det tyske samfund.